# Sauva Negra
La Sauva Negra és una fageda a l'entorn del punt de trobada dels termes municipals de Castellcir, de la comarca del Moianès, on hi ha la major part del bosc, i Balenyà i Centelles, de la comarca d'Osona, que es reparteixen l'extrem oriental del bosc.

La Sauva Negra, respecte del terme de Castellcir

Està situat en el sector nord-est del terme de Castellcir, a l'oest del de Centelles i al sud-oest del de Balenyà. És un bosc espès -d'aquí li ve el nom- que forma tot un massís amb molta personalitat. Tradicionalment, ha estat destí de nombroses excursions, des de finals del segle xix fins a l'actualitat.
Està situada majoritàriament en el costat de migdia del torrent de Sauva Negra, al sud-oest de Santa Maria Savall i a migdia del Serrat de la Cua de Cavall. Ocupa tot el vessant nord-oest del Serrat Rodó, on hi ha el Coll de Sauva Negra, i en el seu extrem oriental, al límit de les terres osonenques, es troba la Font de Sauva Negra. És al nord-est de la Casanova del Castell i al nord del Pla de Bruga. És a prop i al nord del Castell de Castellcir i de l'església de Sant Martí de la Roca. En el seu extrem nord-occidental hi ha el paratge de la Teuleria i en el sud-occidental, el Pou Cavaller.

## Espai natural protegit
Com a espai del Pla d'Espais d'Interès Natural (PEIN), el de la Sauva Negra és de dimensions reduïdes (110 hectàrees). A cavall entre el Moianès (Castellcir) i Osona (Balenyà i Centelles), és bàsicament l'obaga de la serra que hi ha entre el Corral de la Rovira i la Casanova del Castell, entre la carena d'aquesta serra, que inclou el Coll de Sauva Negra, el Serrat Rodó i part del Pla de Bruga, i el torrent de Sauva Negra, entre els 750 i els 924 metres d'altitud.
Les seves 110 hectàrees estan repartides en tres termes municipals. 67,35 ha són al Moianès, en el terme de Castellcir, mentre que 42,65 són a Osona: 40,03 pertanyen a Centelles, mentre que 2,62 són dins del terme de Balenyà.
Tal com es llegeix en el document de declaració d'espai natural, És un espai representatiu del paisatge subhumit de l'altiplà del Moianès que acull una mostra significativa de la irradiació extrema d'unitats de vegetació extramediterrànies, destacant la presència relictual, i extremadament singular en aquest territori, de la fageda i altres elements de caràcter eurosibèrià. Així mateix també cal destacar la riquesa faunística d'aquest espai, amb diverses espècies de carnívors.